# Ебіра (мова)
Ебіра — мова, що належить до нігеро-конголезької макросімʼї, вольта-нігерської сімʼї. Поширена в Нігерії (штати Квара, Насарава, Едо). Використовується в управлінні, торгівлі, релігійній сфері. Вивчається в початковій школі, виходять радіо- і телепередачі.

## Писемність
Латинська абетка для мови ебіра була введена у 1976 році.
| A a | B b | Ch ch | D d | E e | Ẹ ẹ | G g | H h | I i | Ị ị | J j  | K k | M m | N n | Ny ny |
| --- | --- | ----- | --- | --- | --- | --- | --- | --- | --- | ---- | --- | --- | --- | ----- |
| /a/ | /b/ | /t͡ʃ/  | /d/ | /e/ | /ɛ/ | /g/ | /h/ | /i/ | /ɪ/ | /d͡ʒ/ | /k/ | /m/ | /n/ | /ɲ/   |

| Ng ng | O o | Ọ ọ | P p | R r | S s | T t | U u | Ụ ụ | V v | W w | Y y | Z z |
| ----- | --- | --- | --- | --- | --- | --- | --- | --- | --- | --- | --- | --- |
| /ŋ/   | /o/ | /ɔ/ | /p/ | /r/ | /s/ | /t/ | /u/ | /ʊ/ | /v/ | /w/ | /j/ | /z/ |

- Тони передаються шляхом простановки над буквами для голосних діакритичних знаків: акут (´) — високий тон; гравіс (`) — низький. Середній тон позначається написанням букв для голосних без перерахованих діакритичних знаків. Тони позначаються лише в тих випадках, коли потрібно уточнити значення слова.

## Додаткові джерела і посилання
- Християнський текст мовою ебіра.